# Sarcostemma acidum
Sarcostemma acidum là một loài thực vật có hoa trong họ La bố ma. Loài này được (Roxb.) Voigt miêu tả khoa học đầu tiên năm 1845.